# كفر أبو جبل
قرية كفرأبوجبل هي إحدى القرى التابعة لمركز الزقازيق في محافظة الشرقية في جمهورية مصر العربية. حسب إحصاءات سنة 2006، بلغ إجمالي السكان في كفرأبوجبل 2792 نسمة، منهم 1485 رجل و1307 امرأة.